# Episodi di Dead Like Me (seconda stagione)
La seconda e ultima stagione della serie televisiva Dead Like Me è stata trasmessa negli Stati Uniti dal 25 luglio al 31 ottobre 2004 su Showtime.
| nº | Titolo originale  | Titolo italiano | Prima TV USA      | Prima TV Italia |
| -- | ----------------- | --------------- | ----------------- | --------------- |
| 1  | Send in the Clown |                 | 25 luglio 2004    |                 |
| 2  | The Ledger        |                 | 1º agosto 2004    |                 |
| 3  | Ghost Story       |                 | 8 agosto 2004     |                 |
| 4  | The Shallow End   |                 | 15 agosto 2004    |                 |
| 5  | Hurry             |                 | 22 agosto 2004    |                 |
| 6  | In Escrow         |                 | 29 agosto 2004    |                 |
| 7  | Rites of Passage  |                 | 5 settembre 2004  |                 |
| 8  | The Escape Artist |                 | 12 settembre 2004 |                 |
| 9  | Be Still My Heart |                 | 19 settembre 2004 |                 |
| 10 | Death Defying     |                 | 26 settembre 2004 |                 |
| 11 | Ashes to Ashes    |                 | 3 ottobre 2004    |                 |
| 12 | Forget Me Not     |                 | 10 ottobre 2004   |                 |
| 13 | Last Call         |                 | 17 ottobre 2004   |                 |
| 14 | Always            |                 | 24 ottobre 2004   |                 |
| 15 | Haunted           |                 | 31 ottobre 2004   |                 |